# 悠長假期
《長假》，日本電視劇，於1996年4月至6月間於富士電視台播出，由木村拓哉與山口智子主演。平均收視率為29.6%，瞬間最高收視率為36.7%。2000年於香港無綫電視翡翠台首播。

## 概要
受到壓倒性極高評價，被譽為經典電視劇，至今仍深受歡迎。被形容為「讓月曜日OL從街頭消失的原因」。因本作的影響，開始學習鋼琴的男性增加，掀起了「Long Vacation現象」。劇中主要拍攝場景的公寓被稱為「セナマン」（Sena Man），也一并成為觀光名勝。
第9回日劇學院賞本劇獲得極大的豐收，一共獲得最優秀作品賞、主演男優賞（木村拓哉）、主演女優賞（山口智子）、助演男優賞（竹野內豐）、助演女優賞（稻森泉）、新人俳優賞（松隆子）、腳本賞（北川悅吏子）、卡司賞及片頭賞等獎項。
木村拓哉24歲時首次主演之作品，為他未來巨星地位的開端。
稻森泉、松隆子、竹野內豐和廣末涼子後來亦皆成為主演級演員，使此劇成為幾乎不可能再現的「名演員夢幻共演」之作。
編劇北川悅吏子之前已有受好評的作品《愛情白皮書》，在本作後更確立了頂尖劇作家的地位。

## 劇情
事業不順的模特兒葉山南（山口智子），婚禮當日又被未婚夫逃婚並騙光積蓄，不得不與未婚夫原室友，失意的年輕鋼琴家瀨名秀俊（木村拓哉）同住。瀨名提議把這當作「神賜予的長假」鼓勵了因失婚而沮喪的南。然而瀨名對自己鋼琴的才能與未來也在掙扎著，與學妹涼子的戀愛也不順利。瀨名和南在室友生活中一起面對人生的低潮，並逐漸成為彼此不可替代的存在。
- 第1話：

葉山南（小南，山口智子 飾）是一個年過三十，卻還沒混出名堂的廣告模特兒。在結婚當天因等不到新郎，於是便穿著新娘禮服來到未婚夫家，沒想到在那裡只有未婚夫朝倉的同住室友瀨名秀俊（木村拓哉 飾）一人，朝倉本人早已人去樓空，這就是小南與瀨名第一次的見面。
因為小南把所有的積蓄都交給了朝倉，在無計可施之下，小南只有去投靠幾乎不認識的瀨名。雖然不太願意，瀨名還是答應讓她暫時住在家裡，於是兩人便展開同居生活。瀨名畢業於藝術大學，因為沒有考上研究所，所以暫時在音樂教室打工。內向的瀨名暗戀學妹奧澤涼子（松隆子 飾），但是卻不敢向她表達愛意。
小南雖然對朝倉拋棄自己一事感到心寒，但她還是默默著等著朝倉回來。有一天瀨名因為小南接了自己的電話，兩人一言不合大吵起來，結果小南決定離家出走，此時瀨名才發現原來今天是小南的生日……。
- 第2話

小南被未婚夫朝倉逃婚以後，投靠朝倉的前室友瀨名，兩人展開了奇怪的同居生活。因為朝倉每年都會在小南生日當天打電話祝她生日快樂，所以小南在生日當天等朝倉打電話來。沒想到卻等到失蹤五年的弟弟葉山真二（竹野內豐 飾），一開口就向小南借錢。
瀨名一直暗戀學妹涼子(松隆子飾)，終於有機會跟涼子單獨出去，而且彼此間的氣氛還算不錯。後來到麵店裡碰巧遇上小南，不過小南因為喝醉酒加上心情不佳，所以就隨便亂說話，把涼子弄哭了。憤怒的瀨名看到搞不清楚情況的小南，一時氣憤之下對小南說了重話，深深的傷了小南的心……。
- 第3話

小南為了上次在麵店一事向瀨名道歉，提議要請瀨名到弟弟真二工作的店裡去玩，而且還叫瀨名找涼子一起來，趁機為他製造機會。 到了店裡涼子才發現上次在路上跟自己搭訕的男人，竟然是小南的弟弟真二，兩人現場就來了一段精采的演奏，而且眉來眼去的，看在瀨名眼裡很不是滋味。後來真二還主動要送涼子回家，瀨名只好眼睜睜看著心愛的涼子，跟著真二離去。結果半夜三點的時候，小南跟瀨名家突然有人敲門，原來是真二的女友留美子（涼 飾）。因為真二到現在還沒有回家，留美子擔心真二跟涼子可能私奔……。
- 第4話

真二送涼子回去，結果真二卻遲遲沒回家，瀨名因此擔心了一整晚都沒睡覺。後來涼子去找小南，表示自己跟真二做了不該做的事，小南擔心瀨名要是知道的話，一定會非常傷心，所以一直瞞著瀨名。後來小南才發現只是誤會一場，瀨名也放下心來，勇敢向涼子表白，不過涼子卻表示自己需要一些時間考慮一下。工作越來越少的小南，被逼擔任新人的經紀人，後來卻因為一言不合跟新人打架，竟然慘遭開除……。
- 第5話

瀨名在小南的慫恿之下，向涼子表白，而涼子也答應交往，不過在一旁的小南，卻感到有一點落寞。被開除的小南為了生活，只好開始找工作。不過因為對其他行業幾乎沒有任何經驗，所以找起工作來到處碰壁。後來碰巧遇上攝影師杉崎（豐原功補 飾），他說自己從以前就很欣賞小南，而且還趁機約小南一起去看演唱會。
瀨名終於有機會跟涼子約會，不過卻發現彼此之間個性不太合。有一天晚上涼子突然打電話給瀨名，說有要緊事跟瀨名說，瀨名馬上趕去見涼子……。
- 第6話

涼子向瀨名表示自己已經愛上了別人，所以無法繼續與瀨名交往，瀨名因此受到很大的打擊，幸好有小南在他身邊鼓勵他。一直找不到工作的小南在杉崎先生的幫助之下，終於找到工作，擔任杉崎的助手。小南雖然剛開始不習慣，但還是非常努力，希望能藉由這份工作找到自己的目標。在桃子（稻森泉 飾）的慫恿之下，涼子決定向真二表白，沒想到瀨名也剛好在場……。
- 第7話

涼子在瀨名的幫助下，終於向真二表白，本來就很喜歡涼子的真二也欣然接受。失戀的瀨名與小南接吻，兩人之間也因此產生奇妙情愫。為了要跟涼子在一起，真二決定跟目前的女友留美子分手，留美子責怪瀨名幫忙涼子，瀨名也開始反省自己的做法。
小南不小心將杉崎先生辛辛苦苦拍好的底片弄丟了，為了要彌補自己的過錯，小南拼命尋找，不過卻怎麼也找不到。原本打算要辭職謝罪的小南，後來才知道底片已經找到，緊繃了好久的神經，也因此放鬆下來。杉崎也藉此機會向小南表白……。
- 第8話

小南在杉崎先生家過夜，令等了一整晚的瀨名感到非常生氣，就跟小南吵了起來。此時杉崎先生突然送小南的鑰匙過來，小南也只好坦白承認自己跟瀨名住在一起的事，而且答應杉崎會搬出瀨名家。為了要把握最後的機會，瀨名決定參加音和堂鋼琴比賽，此時卻知道小南就要搬出去的消息，心情也感到有點黯然。杉崎告訴小南自己以前曾經有過一段婚姻，而且跟前妻之間還有一個兒子。聽到這個消息小南腦中一片空白……。
- 第9話

小南為了杉崎，搬出瀨名家。瀨名決定參加音和堂鋼琴比賽，但是卻練習得不太順利，而開始懷疑自己是否有鋼琴天份。瀨名越想心情越低落，再加上看到朋友們為了生活而放棄鋼琴，因此決定放棄鋼琴，開始去找正式的工作。當小南知道瀨名要放棄鋼琴時，感到非常擔心，為了鼓勵瀨名重新站起來，小南也開始學琴。
- 第10話

因為小南的鼓勵，瀨名決定重新面對鋼琴，準備參加音和堂鋼琴比賽。杉崎向小南求婚，但是小南並沒有馬上答覆。當瀨名知道小南可能結婚，心情感到非常低落。也許也正因為如此，從沒有為任何人彈鋼琴的瀨名，開始一邊想著小南一邊彈琴，在初賽的時候表現非常出色，而得以晉級決賽。另一方面，小南心中也一直想著瀨名，最後終於無法克制自己的感情，跑到瀨名家去找瀨名……。
- 第11話

小南無法克制自己的感情而跑去找瀨名，兩人並發生了關係。因為與瀨名發生關係，小南決定拒絕杉崎先生的求婚。但是小南與瀨名之間對彼此不是非常信任，兩人的關係還是非常曖昧不明。小南知道瀨名如果在鋼琴決賽中得到優勝，就必須到波士頓工作，而開始覺得很擔心。她一方面希望瀨名能夠成功，但是又害怕如果瀨名到波士頓去，兩人的感情會因此冷卻掉…。

## 花邊
- 女主角山口智子1995年12月與男演員唐澤壽明結婚，本劇是她的引退作，直到2012年山口才再次參與連續電視劇的演出。
- 劇中經典的彈力球一幕，由於男女主角必須從公寓三樓拋到地面再接回，導演準備了100顆彈力球、製作詳細分鏡。但木村與山口第一次就成功了。[1]
- 花絮收錄了對許多名人的訪問，劇中一句對白「三波春夫のミナミでーす」被三波春夫本人看到，讓他很感興趣。
- 其中有不少次瀨名秀俊彈鋼琴的畫面，不過其中只有一次是木村拓哉本人彈奏。木村為了這個鏡頭接受了鋼琴訓練，而其他的彈琴鏡頭是由專業鋼琴家的彈奏替換。
- 男主角瀨名秀俊的劇中名字是以「寄生前夜」一作聞名的小說家瀨名秀明而來。

## 出演
| 角色           | 演員     | 粵語配音 | 粵語配音 | 粵語配音 | 介紹 |
| 角色           | 演員     | TVB      | Viu      | 有線     | 介紹 |
| 瀨名秀俊〈24〉 | 木村拓哉 | 蘇強文   | 陳健豪   | 羅偉傑   | 有才華卻不得志的鋼琴家，音樂學院畢業後在一間兒童鋼琴教室兼職任教。暗戀學妹涼子，但木訥而不擅表達感情。                                                                     |
| 葉山南〈31〉   | 山口智子 | 黃鳳英   | 姜嘉蕾   | 曾月娥   | 身材不錯但已經過氣的模特兒。為人心直口快，容易引起旁人尷尬厭惡。 |
| 葉山真二〈24〉 | 竹野内豐 | 陳欣     | 鄧肇基   | 陳冠宏   | 葉山南的弟弟，以玩柏青哥賭博度日。從前學過鋼琴，水準比秀俊有過之而無不及，學生時代因在表演時失禁而放棄。跟女朋友留美子流浪到東京時同在一間酒吧工作，但他卻意外地愛上涼子。 |
| 奧澤涼子       | 松隆子   | 陸惠玲   |          | 黃鳳兒   | 瀨名秀俊在音樂學院的學妹，性格文靜但認真，很有音樂才華。是秀俊所喜歡的人，但涼子只視秀俊為前輩。                                                                           |
| 小石川桃子     | 稻森泉   | 梁少霞   | 王慧珠   | 張雪儀   | 模特兒，葉山南最好的朋友，個性天真活潑而率直，有時會口不擇言，其實很有自己的一套看法，往往一針見血。                                                                       |
| 冰室留美子     | 涼       | 鄭麗麗   | 鄭家蕙   | 譚淑嫻   | 真二的女友，本身是一名室內設計師。即使真二移情於涼子仍癡心等待。 |
| 齊藤貴子       | 廣末涼子 | 林元春   | 王夢華   |          | 秀俊的鋼琴學生，個性驕傲自大，曾經看不起秀俊的指導。受到秀俊的鼓勵而向目標努力。後來遠赴美國茱莉亞音樂學院就讀。                                                           |
| 佐佐木教授     | 森本玲夫 | 林國雄   | 李家傑   | 陳志強   | 音樂學院的教授，瀨名秀俊的老師。有點迷糊的學者氣質，很欣賞秀俊的才華。 |
| 杉崎哲也       | 豐原功補 | 招世亮   | 羅偉亮   |          | 攝影師。出道時視南為偶像。已離婚，育有一子。希望與南結婚，補償她被戀人背叛的創傷。                                                                                         |

## 製作團隊
- 編劇：北川悅吏子
- 配樂：日向大介（CAGNET）
- 製作人：龜山千廣、杉尾敦弘
- 導演：永山耕三、鈴木雅之、臼井裕詞

## 主題歌
久保田利伸 with Naomi Campbell《LA·LA·LA LOVE SONG》

## 收視率
| 集數                                                              | 播放日期      | 日文副標題       | 中文副標題       | 導演              | 收視率 | 備註           |
| 第1話                                                             | 1996年4月15日 | なんだよ!この女  | 這個女人是什麼！ | 永山耕三          | 30.6%  | 初回延長30分鐘 |
| 第2話                                                             | 1996年4月22日 | 彼女の涙         | 她的眼淚         | 永山耕三          | 28.3%  |                |
| 第3話                                                             | 1996年4月29日 | 彼の純情         | 他的純情         | 永山耕三          | 29.0%  |                |
| 第4話                                                             | 1996年5月6日  | 君の噂           | 你的傳言         | 鈴木雅之 (演出家) | 27.6%  |                |
| 第5話                                                             | 1996年5月13日 | 愛の告白         | 愛的坦白         | 鈴木雅之 (演出家) | 27.9%  |                |
| 第6話                                                             | 1996年5月20日 | KISS             | KISS             | 臼井裕詞          | 25.5%  |                |
| 第7話                                                             | 1996年5月27日 | 眠れぬ夜         | 不能睡著的夜晚   | 永山耕三          | 27.7%  |                |
| 第8話                                                             | 1996年6月3日  | 別れの朝         | 離別的早上       | 永山耕三          | 29.9%  |                |
| 第9話                                                             | 1996年6月10日 | 瀬名の涙         | 瀨名的眼淚       | 臼井裕詞          | 29.1%  |                |
| 第10話                                                            | 1996年6月17日 | 最後の恋         | 最後的戀愛       | 鈴木雅之 (演出家) | 28.6%  |                |
| 最終話                                                            | 1996年6月24日 | 神様のくれた結末 | 神給的結果       | 永山耕三          | 36.7%  | 延長30分鐘     |
| 平均收視率29.2%（收視率為日本關東地區收視，由Video Research調查） |               |                  |                  |                   |        |                |

## 得獎紀錄
- 第9回日劇學院賞：

最佳作品
最佳卡司
最佳片頭
最佳編劇：北川悅吏子
最佳男主角：木村拓哉
最佳女主角：山口智子
最佳男配角：竹野內豐
最佳女配角：稻森泉
最佳新人：松隆子
最佳服裝造型：山口智子

## 播出紀錄
- 1996年4月15日：在日本首播
- 2000年10月15日：在香港首播
- 2001年2月15日：在台灣首播
- 2009年：在中國上海首播
- 2012年：在新加坡首播

## 外部連結
- 緯來日本台 （页面存档备份，存于）

## 作品的變遷
| 日本 富士電視台 富士電視台週一晚間九點連續劇 | 日本 富士電視台 富士電視台週一晚間九點連續劇 | 日本 富士電視台 富士電視台週一晚間九點連續劇 |
| -------------------------------------------- | -------------------------------------------- | -------------------------------------------- |
|                                              | 長假 （1996年4月15日－1996年6月24日）        |                                              |
| 天使之愛 （1996年1月8日－1996年3月18日）     | 請給我翅膀！ （1996年7月1日－1996年9月23日） |                                              |

| 臺灣 TVBS歡樂台 星期日 03:00 - 05:00（兩集連播） | 臺灣 TVBS歡樂台 星期日 03:00 - 05:00（兩集連播） | 臺灣 TVBS歡樂台 星期日 03:00 - 05:00（兩集連播） |
| ------------------------------------------------ | ------------------------------------------------ | ------------------------------------------------ |
|                                                  | （2013年2月10日－2013年3月17日）                 |                                                  |
| 待查                                             | 待查                                             |                                                  |

| 香港 Now香港台 愛的經典 星期日 21:30 - 22:30 | 香港 Now香港台 愛的經典 星期日 21:30 - 22:30 | 香港 Now香港台 愛的經典 星期日 21:30 - 22:30 |
| -------------------------------------------- | -------------------------------------------- | -------------------------------------------- |
|                                              | （2014年4月6日－2014年6月15日）              |                                              |
| （2014年1月19日－2014年3月30日）             | 待查                                         |                                              |

| 臺灣 八大戲劇台 星期六、日 22:00 - 00:00 · 8月16日 22:00 - 00:00（兩集連播） | 臺灣 八大戲劇台 星期六、日 22:00 - 00:00 · 8月16日 22:00 - 00:00（兩集連播） | 臺灣 八大戲劇台 星期六、日 22:00 - 00:00 · 8月16日 22:00 - 00:00（兩集連播） |
| ---------------------------------------------------------------------------- | ---------------------------------------------------------------------------- | ---------------------------------------------------------------------------- |
|                                                                              | （2020年8月16日－2020年9月5日）                                              |                                                                              |
| 愛情的溫度（重播） （2020年6月27日－2020年8月15日）                          | HERO （2020年9月6日－2020年9月26日）HERO特別篇 （2020年9月27日）             |                                                                              |

1. ↑  ,   [2022-06-29], （原始内容存档于2022-07-28） （中文（中国大陆））